# Arno Bieberstein
Arno Bieberstein (Maagdenburg, 17 oktober 1886 – aldaar, 7 juli 1918) was een Duits zwemmer.

## Biografie
Tijdens de Olympische Zomerspelen van 1908 won Bieberstein de gouden medaille op de 100 m rugslag in een wereldrecord. Biebersteins zwemstijl van de rugslag was een schoolslag. Hij overleed tijdens het zonbaden aan een insult.
In 1988 werd Bieberstein opgenomen in de International Swimming Hall of Fame.
1908: Arno Bieberstein ·
1912: Harry Hebner ·
1920: Warren Kealoha ·
1924: Warren Kealoha ·
1928: George Kojac ·
1932: Masaji Kiyokawa ·
1936: Adolph Kiefer ·
1948: Allen Stack ·
1952: Yoshinobu Oyakawa ·
1956: David Theile ·
1960: David Theile ·
1968: Roland Matthes ·
1972: Roland Matthes ·
1976: John Naber ·
1980: Bengt Baron ·
1984: Rick Carey ·
1988: Daichi Suzuki ·
1992: Mark Tewksbury ·
1996: Jeff Rouse ·
2000: Lenny Krayzelburg ·
2004: Aaron Peirsol ·
2008: Aaron Peirsol ·
2012: Matt Grevers ·
2016: Ryan Murphy ·
2020: Jevgeni Rylov ·
2024: Thomas Ceccon